# Downsview Park (Toronto Subway)

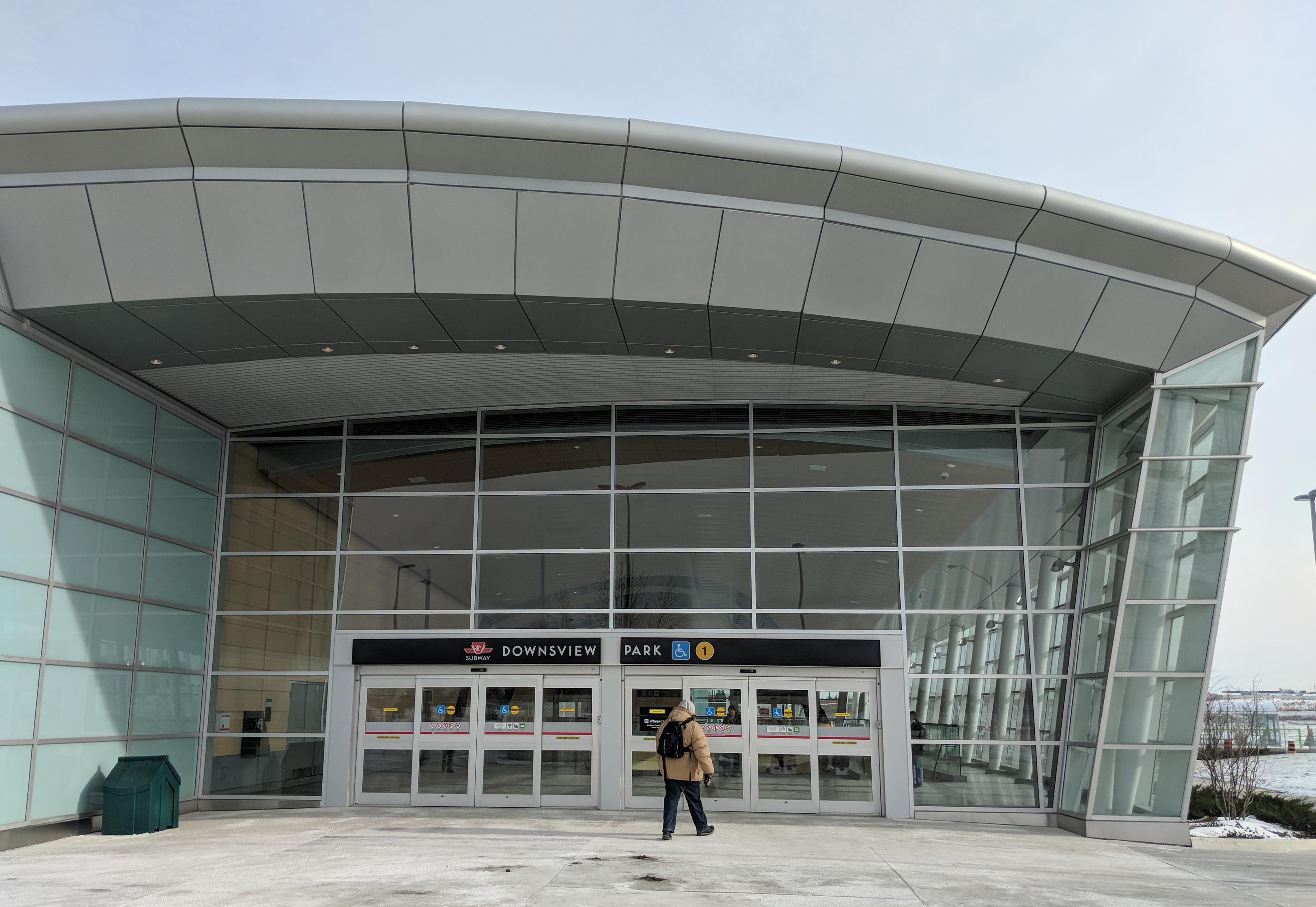
Eingangspavillon

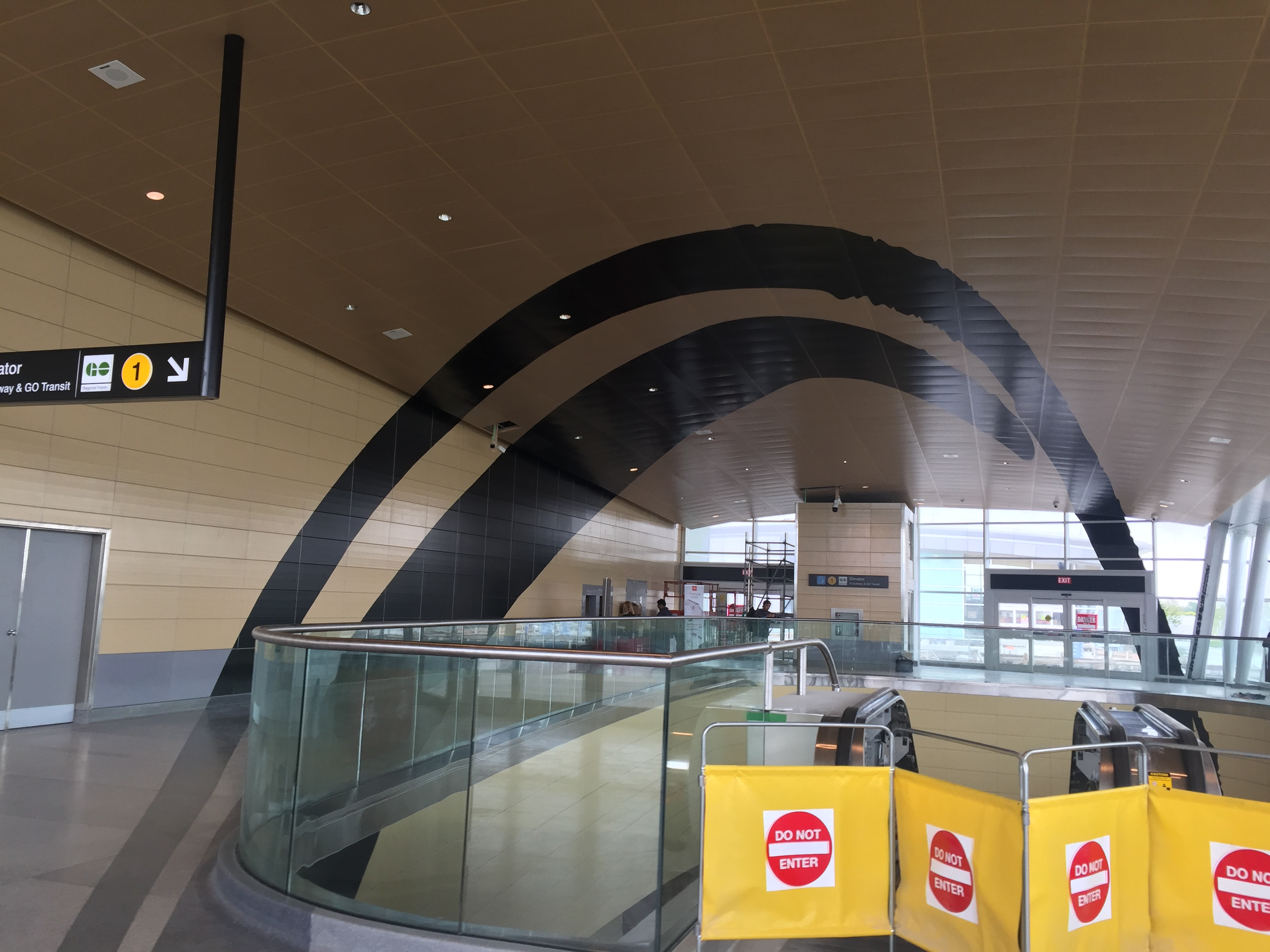
Spin von Panya Clark Espinal

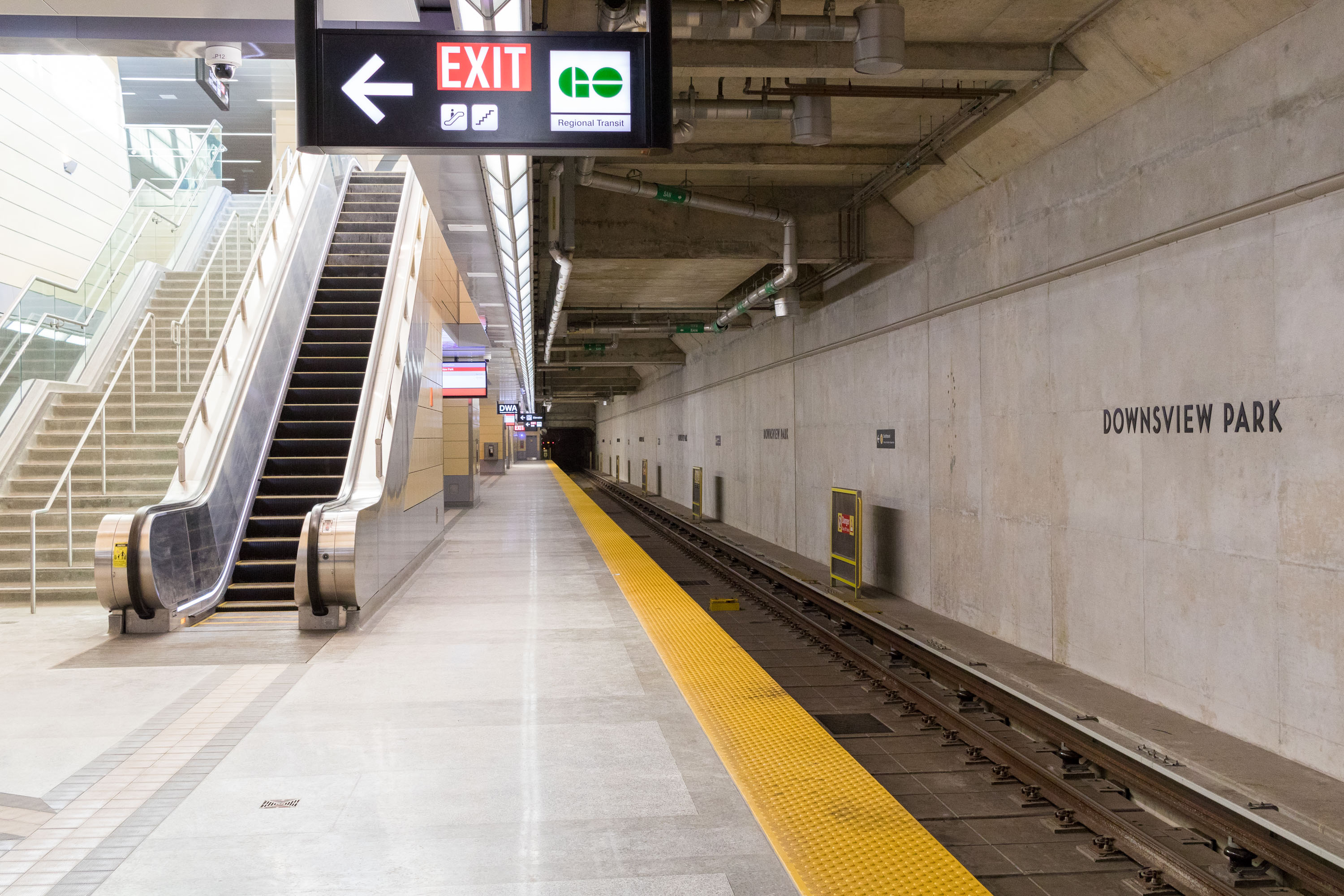
Mittelbahnsteig der Subway

Downsview Park ist ein intermodaler Verkehrsknotenpunkt in Toronto. Er ist nach dem gleichnamigen Park benannt und befindet sich an der Südseite der Sheppard Avenue West, in der Nähe des Flughafens Downsview. Hier kann zwischen der Yonge-University-Linie der Toronto Subway und der Bahnstrecke Toronto–Barrie umgestiegen werden.

## Station
Downsview Park ist die erste intermodale Verkehrsanlage auf dem Stadtgebiet Torontos für die von der Toronto Transit Commission (TTC) betriebene Subway und die Vorortszüge von GO Transit. In allen früher gebauten Umsteigeknoten verfügen beide Verkehrsunternehmen jeweils über eigene Gebäude, die sich zum Teil weit auseinander befinden. Der Mittelbahnsteig der Subway liegt unterirdisch in Ost-West-Richtung, parallel zur Sheppard Avenue West. Die eingleisige Vorortsbahn hält oberirdisch an einem von Süden nach Norden ausgerichteten Seitenbahnsteig. Downsview Park liegt in einem schwach besiedelten Gebiet und die U-Bahn-Station wird täglich von 2520 Fahrgästen genutzt (2018). Allerdings geht die TTC davon aus, dass in den nächsten Jahren rund um die Station neue Wohn- und Geschäftsviertel entstehen werden. Es bestehen Umsteigemöglichkeiten zu sechs Buslinien der TTC.
Beidseits der Vorortsbahn stehen zwei von Aedas gestaltete Eingangspavillons, die durch eine Verteilerebene miteinander verbunden sind. Die markanten Pavillons im postmodernen Stil bestehen aus Glas, Stein und Aluminium; darüber spannen sich begrünte Dächer. Für die künstlerische Gestaltung im Innern war Panya Clark Espinal zuständig. Ihr Werk Spin erstreckt sich über Wände, Decken und Böden und erweckt den optischen Eindruck von drei kräftigen Pinselstrichen, die frei im Raum schweben.

## Geschichte
Der offizielle Spatenstich für die Verlängerung der Yonge-University-Linie fand am 27. November 2009 statt. Die eigentlichen Tunnelbohrarbeiten begannen im Juni 2011. Während der Planungs- und frühen Bauphase hieß die Station Sheppard West, doch übertrug man diesen Namen an die seit 1996 bestehende Station Downsview, die ihrerseits seit dem 7. Mai 2017 Sheppard West heißt. Die Subway-Station Downsview Park wurde am 17. Dezember 2017 eröffnet, die Bahnhaltestelle folgte am 30. Dezember desselben Jahres.